# Horné Pršany
Horné Pršany (ungarisch Felsőperesény – bis 1888 Felsőprsán) ist eine Gemeinde in der Mitte der Slowakei, mit 386 Einwohnern (Stand 31. Dezember 2024) und gehört zum Okres Banská Bystrica, einem Kreis des Banskobystrický kraj.

## Geographie
Die Gemeinde befindet sich am Osthang der Kremnitzer Berge, die weiter östlich in den Talkessel Zvolenská kotlina übergehen. Das Gemeindegebiet ist durch Bergrücken geprägt, die von mehreren Bachtälern geteilt werden. Das Ortszentrum liegt auf einer Höhe von 630 m n.m. und ist acht Kilometer von Banská Bystrica entfernt.
Nachbargemeinden sind Malachov im Norden, Banská Bystrica (Stadtteil Kremnička) im Osten sowie Badín im Süden und Westen.

## Geschichte
Der Ort wurde zum ersten Mal 1407 als Persen schriftlich erwähnt und ist eine Fortsetzung einer schon im 13. Jahrhundert gegründeten Ansiedlung. Die ersten Einwohner arbeiteten überwiegend als Köhler im Zusammenhang mit der Bergbauaktivität rund um Neusohl, insbesondere in der Zeit der Handelsgesellschaft Ungarischer Kupferhandel in der ersten Hälfte des 16. Jahrhunderts. Damit verbunden war eine weitere Beschäftigung als Fuhrmänner, die teilweise bis zur ersten Hälfte des 20. Jahrhunderts andauerte. Nach dem Untergang des Bergbaus waren die Einwohner als Holzfäller, Landwirte und Viehhalter beschäftigt, obwohl die Böden nur wenig fruchtbar waren. 1828 zählte man 26 Häuser und 178 Einwohner.
Der ehemalige Ortsteil Dolné Pršany wurde 1863 ausgegliedert und ist heute Teil der Gemeinde Malachov.
Bis 1918 gehörte der im Komitat Sohl liegende Ort zum Königreich Ungarn und kam danach zur Tschechoslowakei beziehungsweise heute Slowakei.

## Bevölkerung
| Jahr                | 1994 | 2004    | 2014    | 2024    |
| ------------------- | ---- | ------- | ------- | ------- |
| Anzahl der Personen | 346  | 375     | 383     | 386     |
| Unterschied         |      | +8,38 % | +2,13 % | +0,78 % |

| Jahr                | 2023 | 2024    |
| ------------------- | ---- | ------- |
| Anzahl der Personen | 384  | 386     |
| Unterschied         |      | +0,52 % |

Nach der Volkszählung 2011 wohnten in Horné Pršany 374 Einwohner, davon 367 Slowaken und fünf Tschechen. Zwei Einwohner machten keine Angabe zur Ethnie.
142 Einwohner bekannten sich zur Evangelischen Kirche A. B., 81 Einwohner zur römisch-katholischen Kirche, neun Einwohner zur evangelisch-methodistischen Kirche, acht Einwohner zu den Zeugen Jehovas und fünf Einwohner zur griechisch-katholischen Kirche; sieben Einwohner bekannten sich zu einer anderen Konfession. 115 Einwohner waren konfessionslos und bei sieben Einwohnern wurde die Konfession nicht ermittelt.

## Nachweise
1. ↑  Hustota obyvateľstva - obce [om7014rr_obc=AREAS_SK, v_om7014rr_ukaz=Rozloha (Štvorcový meter)]. Statistical Office of the Slovak Republic, 31. März 2025, abgerufen am 31. März 2025 (slowakisch).
2. ↑  Počet obyvateľov podľa pohlavia - obce (ročne) [om7101rr_obce=AREAS_SK]. Statistical Office of the Slovak Republic, 31. März 2025, abgerufen am 31. März 2025 (slowakisch).
3. 1 2  Počet obyvateľov podľa pohlavia - obce (ročne) [om7101rr_obce=AREAS_SK]. Statistical Office of the Slovak Republic, 31. März 2025, abgerufen am 31. März 2025 (slowakisch).
4. ↑  Ergebnisse der Volkszählung 2011 (slowakisch) (Memento des Originals vom 5. März 2016 im Internet Archive)  Info: Der Archivlink wurde automatisch eingesetzt und noch nicht geprüft. Bitte prüfe Original- und Archivlink gemäß Anleitung und entferne dann diesen Hinweis.